# 国立桥路学校
国立桥路学院（法語：École nationale des ponts et chaussées，發音：[ekɔl nasjɔnal de pɔ̃ e ʃose]；别称），2008年7月至2024年7月间名为巴黎高科桥梁学院（École des Ponts ParisTech，[ekɔl de pɔ̃ paʁitɛk]），是法国第一所工程师学院，也是全世界第一所工程院校。

## 历史
该校由路易十五于1747年下令要求建立一所为法国皇室宫廷服务的高等工程师学校——皇家桥路学院（法語：École Royale des Ponts et Chaussées），旨在培养法国土木工程领域的最杰出的领袖型人才。该校在1775年被重新命名为——国立桥路学院（法語：École Nationale des Ponts et Chaussées），同时也成为了法国历史上第一所国立的高等工程师学校。随着时代的变迁和社会的发展，桥路学院由培养土木工程师的初衷逐渐演变成为一所培养“通才工程师”（généraliste）的多学科交叉的高等精英学校，尤其在土木工程、公共工程、城市规划、商业管理、金融工程、应用数学等领域享有盛誉。1999年，桥路学院与法国的10多所顶尖的高等工程师学校组成了代表法国最高的高等教育水平的高等精英学校集团法語：，学校正式更名为——巴黎高科桥梁学院（法語：École des Ponts ParisTech，别称）。
如今的桥路学校不仅提供传统的工程师精英教育，也提供专业硕士、MBA以及博士教育，构成了较为完善的研究生教育体系。同时该校也为法国政府部门培养高级别公务员。该校校友在欧洲工商业界众多机构任要职。该校毕业生，凭借该校其良好盛誉以及完善的校友网络，成为各大著名机构争先录取的对象。桥路学校还是巴黎高科大学校集团的发起和核心成员学校，以及法国G16+精英学校联盟的成员。

## 工程师教育
- 土木工程与建设系（GCC）
- 城市环境与交通系（VET）
- 力学与材料科学系（GMM）
- 数学与信息科学系（IMI）
- 经济管理与金融系（SEGF）
- 工业工程系（GI）

## MBA教育
1987年，桥路学院创立了国际商务MBA项目，成为法国唯一一所开创MBA教育的工程师学校。该MBA项目由来自世界各国顶级教授执教。

## 研究中心
- 大气环境研究中心（CEREA）
- 环境与发展研究中心（CIRED）
- 数学与科学计算研究中心（CERMICS）
- 信息科学实验室（LIGM）
- 流体力学实验室（LHSV）
- 动力气象科学实验室（LMD）
- 水、环境与城市实验室（LEESU）
- 城市、流动与交通实验室（LVMT）
- 科技、领土与社会实验室（LATTS）
- 材料、结构与岩土实验室（NAVIER）
- 经济科学研究机构（PJSE）